# Карль, Габриель
Габриель Карль (фр. Gabrielle Carle; род. 12 октября 1998, Квебек) — канадская футболистка, выступает на позициях защитника и полузащитника. Игрок американского клуба «Вашингтон Спирит» и национальной сборной Канады. Олимпийская чемпионка (2020).

## Карьера
Габриэль окончился школу Сен-Лоран в Монреале. Играла в составе команды «Динамо де Квебек». В 2013 и 2014 годах Карл получала приз Самому ценному игроку в лигах возрастных категорий до 15 и 16 лет. В 2015 и 2016 годах она признавалась лучшей футболисткой провинции Квебек в своей возрастной категории.
В 2014 году в составе сборной Канады играла на чемпионате мира среди девушек до 17 лет. В 2015 году в составе основной сборной Габриэль играла на Панамериканских играх, где команда Канады заняла четвёртое место. Она также принимала участие в играх квалификационного турнира Олимпиады в Рио-де-Жанейро, входила в число резервистов команды на финальный турнир.
В 2017 году Карл поступила в Университет штата Флорида по специальности «спортивная физиология». В первом сезоне сыграла за команду университета в двадцати одном матче, девятнадцать из которых провела полностью, забила один мяч и сделала одну голевую передачу. В 2018 году Габриэль сыграла в двадцати матчах, пропустив часть игр из-за участия в Золотом кубке КОНКАКАФ в составе сборной Канады. В составе «Семинолс» она стала победительницей чемпионата NCAA и вошла в символическую сборную турнира. В играх сезона Карл забила один мяч и сделала четыре голевых передачи.

## Достижения
- Победительница летних Олимпийских игр (1): 2020